# Tron: Deadly Discs
Tron: Deadly Discs è un videogioco per l'intellivision video game console pubblicato da Mattel nell'anno 1982.
Sviluppato inizialmente da Don Daglow e portato a termine da Steven Sents, è stato il primo dei 3 videogiochi basati sul film di fantascienza Tron prodotto dalla Disney.
Un adattamento di questo videogioco è stato sviluppato e pubblicato per l'Atari 2600 dalla M-NETWORK (la divisione Mattel che si occupava delle conversioni per atari). Ne è stata infine pubblicata una versione per l'home computer Aquarius sempre di Mattel.
In questo videogioco i giocatori prendono il ruolo di Tron, che a differenza del film, è colorato di rosso. Si dovrà combattere contro ondate successive di nemici in una gara senza fine per ottenere il massimo punteggio.